# Théâtre Estonia
Le théâtre Estonia (en estonien : Estonia teatrihoone) est un bâtiment proche du parc Tammsaare dans le quartier Kesklinn à Tallinn en Estonie,.

## Présentation
Le théâtre Estonia est un bâtiment Art nouveau conçu par les architectes Armas Lindgren et Wivi Lönn. 
Il a été construit en 1913 et ouvert au public le 24 août 1913. 
À l'époque, il s'agit du plus grand bâtiment de Tallinn.
L'édifice a été lourdement endommagé par le bombardement aérien soviétique de Tallinn du 9 mars 1944. 
Dans la seconde moitié des années 1940, Le théâtre et la salle de concert ont été rénovés dans la seconde moitié des années 40 selon les projets des architectes Alar Kotli et Edgar Johan Kuusik.
Le projet de Kotli s'inspire du néoclassicisme des années 1930 ou du classicisme stalinien de l'époque. L'architecte a tenté de conserver l'apparence de la façade de l'immeuble du boulevard Estonia, l'apparence des autres façades a radicalement changé. L'intérieur a également changé, perdant ses belles caractéristiques Art nouveau et devenant influencée par l' architecture stalinienne.
La salle de concert a été rouverte en 1946 et la salle de théâtre en octobre 1947.
La reconstruction a été achevée en 1951, mais ce n'est qu'en 1991 que la section centrale a été achevée, qui est maintenant utilisée comme pour les petits événements. Une salle de musique de chambre y a été inaugurée en 2006.
Aujourd'hui, le bâtiment abrite trois institutions indépendantes: l'opéra national d'Estonie dans l'aile gauche et la salle de concert Eesti Konsert dans la partie droite du bâtiment . 
L'orchestre symphonique national d'Estonie y a résidence.
La grande salle de l'opéra national peut accueillir 690 spectateurs, et un jardin d'hiver a été construit dans la partie centrale pour jouer des scènes plus petites.
Des pièces de théâtre invitées, des célébrations et des événements d'importance nationale ont souvent lieu dans le bâtiment du Théâtre d'Estonie.
L'espace vert en face de l'entrée principal du théâtre est nommé place du théâtre.

## Galerie

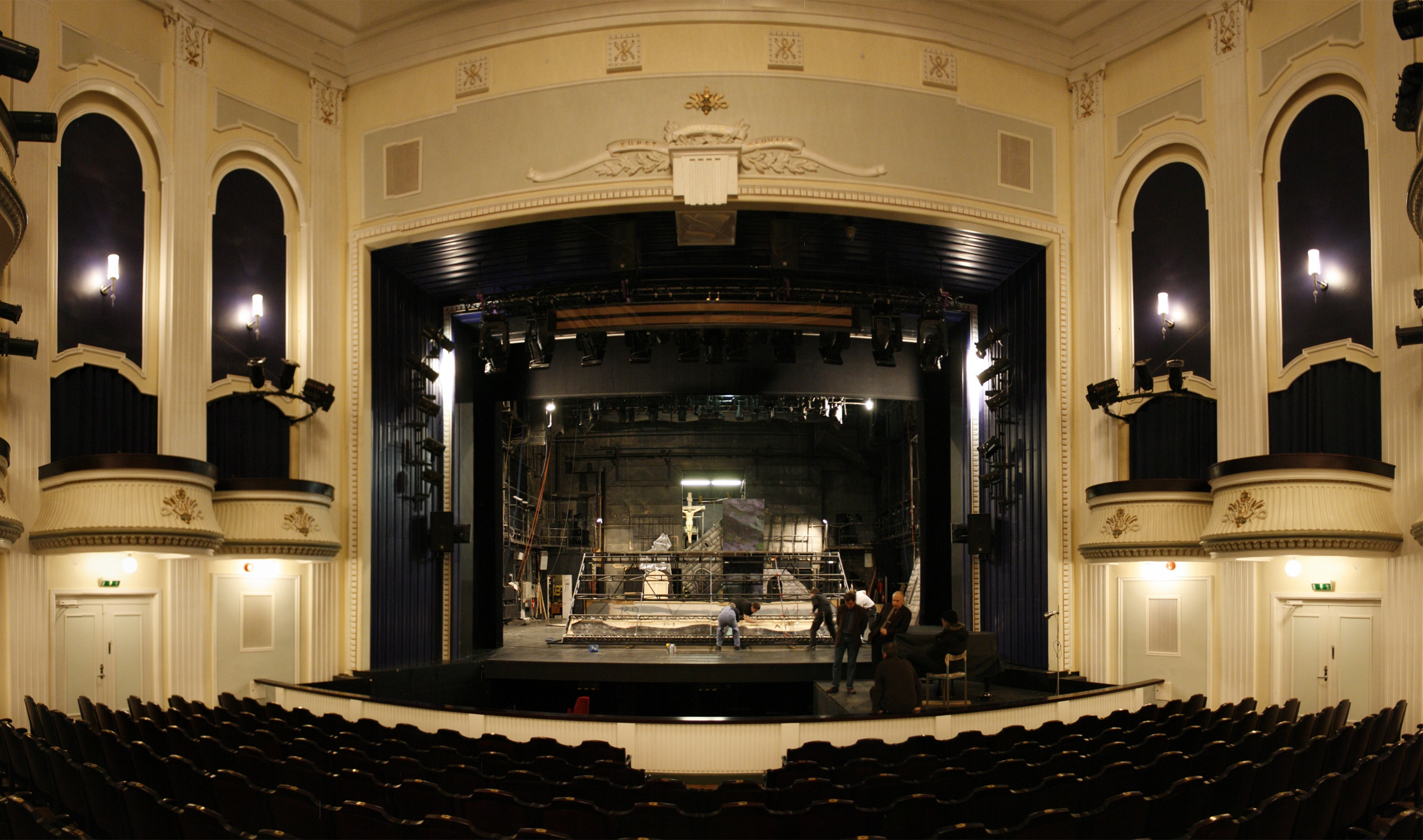
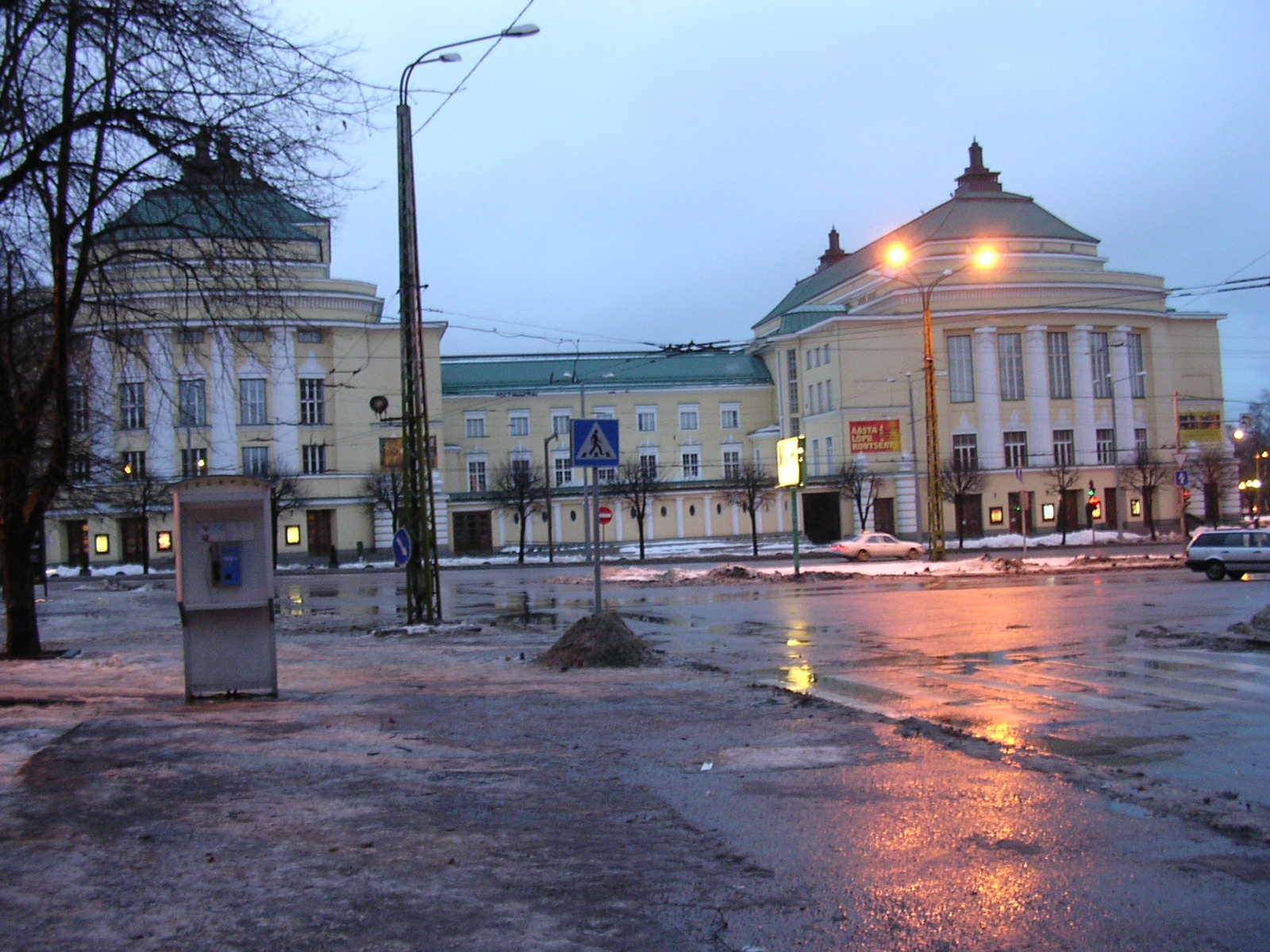
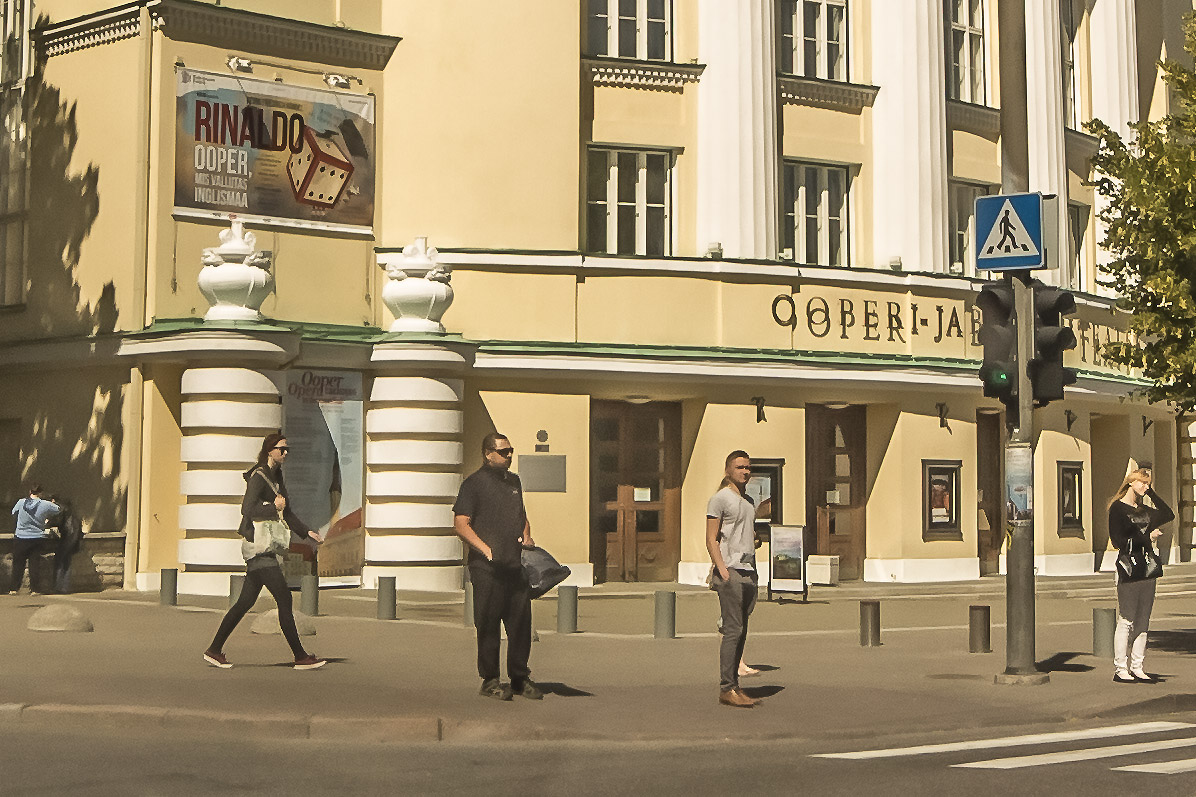